# Oprawa koronkowa
Oprawa koronkowa – rodzaj oprawy powstałej w II połowie XVIII wieku. Jest to wytłaczana złotem, wąska koronka, która otacza winietę ramkową (bordiurę) od zewnętrznej strony (jeśli jednak winieta była bardzo wąska, to koronka pojawiała się również od strony wewnętrznej, ząbkami do środka). W wieku XVIII koronka była wykorzystywana przy szyciu i zdobieniu różnego rodzaju tkanin i strojów, stąd zaś przeniosła się do przemysłu introligatorskiego. Oprawa koronkowa wykonywana była z bardzo małych i delikatnych tłoków punktowanych lub konturowych. Dominującymi wzorami były ornamenty roślinne (z elementami groteski i arabeski, czyli motywem kandelabrowym) – drobne kwiatki i gałązki, liście palmy (palmetki), gwiazdy itp.

## Historia
Oprawa pojawiła się już na przełomie XVII i XVIII wieku u boku innych znanych motywów dekoracyjnych, np. wachlarza (Éventail). Najbardziej rozpowszechniła się we Francji, gdzie introligatorzy tworzyli ornamentową, koronkową winietę ramkową, która nachodziła ząbkami na pole zwierciadła, które mogło być puste lub z herbem albo monogramem właściciela. Z czasem oprawa zaczęła się rozrastać na grzbiet książki, ważne były również kolor i rodzaj skóry, z której wykonana była książka, gdyż powinny one współgrać z koronkowymi zdobieniami. Wzory koronkowe pojawiały się w oprawach rokokowych i w stylu Ludwika XVI, często przyjmując lokalne wariacje w poszczególnych krajach europejskich (w Polsce za czasów Stanisława Augusta Poniatowskiego oprawy koronkowe były jednym z ważniejszych stylów dekoracyjnych). Dzięki delikatnej strukturze koronki wielu twórców mogło eksponować swój indywidualny styl, np. A.M. Padeloup tworzył oprawy na wzór koronek igłowych.